# Fischingen
Fischingen es una comuna suiza del cantón de Thurgrau, situada en el distrito de Münchwilen. Limita al norte con las comunas de Bichelsee-Balterswil, Eschlikon y Sirnach, al este Kirchberg (SG), al sur con Mosnang (SG) y Sternenberg (ZH), y al oeste con Wila (ZH), Turbenthal (ZH) y Fischenthal (ZH).

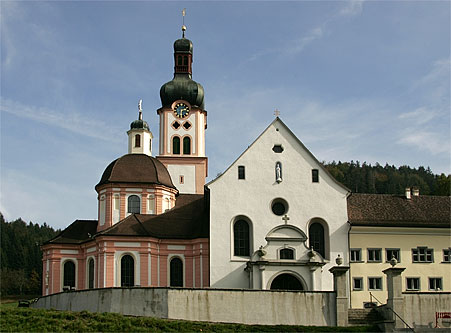
Monasterio de Fischingen.